# Созертон, Келли
Келли Созертон (англ. Kelly Jade Sotherton; род. 13 ноября 1976, Ньюпорт) — британская легкоатлетка (семиборье), призёр чемпионата мира, призёр чемпионатов Европы и мира в помещении, чемпионка Игр Содружества, чемпионка и призёр Островных игр, участница и призёр двух Олимпиад.

## Карьера
На летних Олимпийских играх 2004 года в Афинах Созертон набрала в семиборье 6424 очка и завоевала бронзовую медаль:
- бег на 100 метров с барьерами — 13,44 с (1059 очков);
- прыжок в высоту — 185 см (1041);
- толкание ядра — 13,29 см (747);
- бег на 200 метров — 23,57 с (1022);
- прыжок в длину — 651 см (1010);
- метание копья — 31,19 м (613);
- бег на 800 метров — 2:12.27 (932);

На следующей Олимпиаде в Пекине Созертон завоевала бронзовую медаль в эстафете 4×400 метров. В семиборье её сумма составила 6517 очков:
- бег на 100 метров с барьерами — 13,18 с (1097 очков);
- прыжок в высоту — 183 см (1016);
- толкание ядра — 13,87 см (785);
- бег на 200 метров — 23,39 с (1040);
- прыжок в длину — 633 см (953);
- метание копья — 37,66 м (622);
- бег на 800 метров — 2:07.34 (1004);

По итогам соревнований Созертон заняла пятое место. Но вскоре после завершения Олимпиады серебряный призёр Людмила Блонская была лишена награды за использование допинга. После этого серебряная медаль была вручена представительнице Литвы Аустра Скуйите, а бронза — россиянке Татьяне Черновой. Но впоследствии россиянка была дисквалифицирована, и бронзовым призёром Олимпиады стала Келли Созертон.